# Piet de Jong
Petrus Jozef Sietze „Piet” de Jong (ur. 3 kwietnia 1915 w Apeldoorn, zm. 27 lipca 2016 w Hadze) – holenderski polityk i wojskowy, oficer Koninklijke Marine, parlamentarzysta, w latach 1963–1967 minister obrony, od 1967 do 1971 premier Holandii.

## Życiorys
Ukończył szkołę podstawową i średnią w Apeldoorn. W latach 1931–1934 kształcił się w szkole wojskowej Koninklijk Instituut voor de Marine. Został zawodowym wojskowym w ramach holenderskiej marynarki wojennej. Otrzymywał awanse na kolejne stopnie oficerskie, dochodząc w 1958 do stopnia kapitein-ter-zee (odpowiednik komandora). W czasie II wojny światowej był oficerem na okręcie podwodnym „O 24”. W 1940, po inwazji Niemiec na Holandię, brał udział w przetransportowaniu niedokończonego jeszcze okrętu do Wielkiej Brytanii. W latach 1948–1951 pełnił funkcję adiutanta przy ministrze do spraw marynarki wojennej i później również przy sekretarzu stanu w tym resorcie. Od 1951 do 1953 dowodził fregatą „De Zeeuw”, następnie do 1955 był oficerem sztabowym w Portsmouth. Później do 1958 wykonywał obowiązki adiutanta królowej Juliany. W latach 1958–1959 służył jako dowódca niszczyciela „Gelderland”.
W czerwcu 1959 powołany na sekretarza stanu w resorcie obrony, powierzono mu sprawy dotyczące marynarki wojennej. Wkrótce wstąpił do Katolickiej Partii Ludowej. W lipcu 1963 przeszedł na funkcję ministra obrony; pełnił ją do kwietnia 1967 w rządach, którymi kierowali Victor Marijnen, Jo Cals i Jelle Zijlstra. W 1967 uzyskał mandat posła do Tweede Kamer. W
kwietniu tegoż roku objął urząd premiera Holandii, który sprawował do lipca 1971. W styczniu tymczasowo kierował też resortem gospodarki. Nie uzyskał rekomendacji partii przed kolejnymi wyborami. W latach 1971–1974 zasiadał natomiast w Eerste Kamer, gdzie od 1972 przewodniczył frakcji senackiej KVP. Później nie pełnił funkcji politycznych, pozostał członkiem partii, dołączając w 1980 do współtworzonego przez nią Apelu Chrześcijańsko-Demokratycznego.
Obejmował różne stanowiska w organizacjach społecznych, przedsiębiorstwach i instytucjach. Był m.in. wiceprezesem Holenderskiego Czerwonego Krzyża, członkiem zarządu fundacji Katolickiego Uniwersytetu w Nijmegen oraz członkiem rady nadzorczej Nationale-Nederlanden.

## Życie prywatne
Był żonaty z Anneke Bartels, miał dwóch synów i jedną córkę.